# Герб Чинадійова
Герб Чинадійова — офіційний символ селища Чинадійово Мукачівського району Закарпатської області, затверджений рішенням сесії селищної ради 22 березня 2007 року.
У золотому щиті виникає фігура Святого Миколая, в червоному одязі, зі срібною єпитрахиллю, обтяженою чорними хрестами, який тримає в лівій руці зелену книгу, обтяжену золотим хрестом. У червоній главі зі срібною хвилястою базою золотий крокуючий лев із чорними очима і кігтями. На срібній девізній стрічці написи «ЧИНАДІЄВЕ» і «S.-NIKOLAUS».

Герб родини Шенборнів

Цей герб був вдосконалений геральдистом Альтегральдики Едуардом Савченко.
"На золотому щиті повстає від поясу Святий Миколай у червоних ризах і срібній єпитрахилі з золотими хрестами, права рука піднята у благословенному жесті, у лівій - срібна книга в зеленому окладі; у червоній главі золотий леопардовий коронований лев з роздвоєним хвостом, що стоїть на трьох срібних вивернутих вістрях."
Лев є елементом родового герба Шенборнів.

## Історія

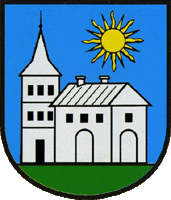
Реконструкція історичного герба села без букового дерева

На печатці Чинадійово 1843 року зображувалася така композиція: у лазуровому полі замок з однією вежею, коло якого зелене букове дерево, а зверху золоте сонце з 16 променями.
У каталозі К. Богатова цей герб датований 1903 роком. За даними В. Панченка герб офіційно підтверждено австрійською владою у 1904 році.
Матеріали геральдичного архіву В. Маркова, а також статей професора Я. Штернберга (м. Ужгород).
Сучасна реконструкція печатки 1843 року з книги Б. Мариконь, В. Ньорба "Геральдика Закарпаття" 2010 року зобразила герб без букового дерева.